# 4077 Asuka
4077 Asuka eller 1982 XV1 är en asteroid i huvudbältet som upptäcktes den 13 december 1982 av de båda japanska astronomerna Hiroki Kōsai och Kiichirō Furukawa vid Kiso-observatoriet i Japan. Den är uppkallad efter en period i Japansk historia, kallad Asuka.
Asteroiden har en diameter på ungefär 19 kilometer och den tillhör asteroidgruppen Eos.